# Mistrovství Evropy v zápasu ve volném stylu 1985
Mistrovství Evropy v zápasu ve volném stylu mužů proběhl v Lipsku (Východní Německo).

## Muži
| Kategorie | Zlato              | Stříbro           | Bronz               |
| --------- | ------------------ | ----------------- | ------------------- |
| 48 kg     | Vasilij Gogolev    | Władysław Olejnik | Alin Păcuraru       |
| 52 kg     | Valentin Jordanov  | Šaban Trstena     | Alexandr Kirkesner  |
| 57 kg     | Stefan Ivanov      | Bernd Bobrich     | Gurguen Bagdasarian |
| 62 kg     | Lutz Remus         | Sirayudin Ayubov  | Valentin Savov      |
| 68 kg     | Arsen Fadzajev     | Fevzi Şeker       | Simeon Shcherev     |
| 74 kg     | Anatoli Polomarov  | Kemal Padarev     | Martin Knosp        |
| 82 kg     | Yuri Vorobiov      | Hans-Peter Franz  | Leszek Ciota        |
| 90 kg     | Robert Tibilov     | Iulian Risnoveanu | Reşit Karabacak     |
| 100 kg    | Leri Chabelovi     | Uwe Neupert       | Hayri Sezgin        |
| 130 kg    | Davit Gobedžišvili | Atanas Atanasov   | Andreas Schröder    |